# Гидроортоарсенат свинца(II)
Гидроортоарсенат свинца(II) — неорганическое соединение,
кислая соль свинца и ортомышьяковой кислоты
с формулой PbHAsO4,
бесцветные кристаллы,
не растворяется в воде.

## Получение
- В природе встречается минерал шультенит — PbHAsO4 [1].
- Обменная реакция растворимой соли свинца ортоарсената натрия в кислой среде:

{\displaystyle {\mathsf {Pb(NO_{3})_{2}+Na_{3}AsO_{4}+H_{2}O\ {\xrightarrow {}}\ PbHAsO_{4}\downarrow +2NaNO_{3}+NaOH}}}

## Физические свойства
Гидроортоарсенат свинца(II) образует бесцветные кристаллы
моноклинной сингонии, пространственная группа P 21/c, параметры ячейки a = 0,493 нм, b = 0,6772 нм, c = 0,5859 нм, β = 96,07°, Z = 2
.
Не растворяется в воде.

## Химические свойства
- Разлагается при нагревании с образованием пироарсената свинца(II):

{\displaystyle {\mathsf {2PbHAsO_{4}\ {\xrightarrow {400^{o}C}}\ Pb_{2}As_{2}O_{7}+H_{2}O}}}

## Применение
- Компонент красок для днищ судов.